# حايوت
الحَايُوت أو الحَانُوش أو آكل النحل هو وصف للحيوانات التي تفترس وتتغذى على الحيات. هناك ثدييات عينية (مثل الظرابي الأمريكية والنموس)، وطيور (مثل العقبان الأفعوانية، وطيور الكاتب، وبعض البيزان)، والسحالي وحتى الثعابين الأُخَر.

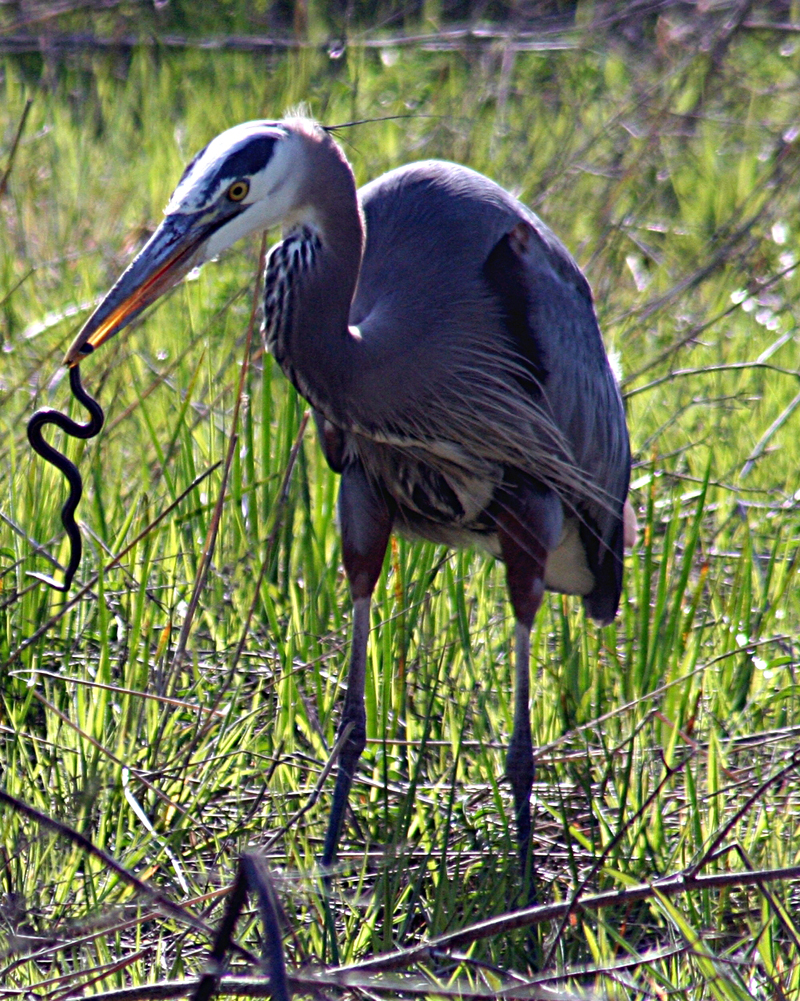
مالك الحزين أو بلشون كبير يلتهم ثعبانًا

شعار النبالة للمكسيك

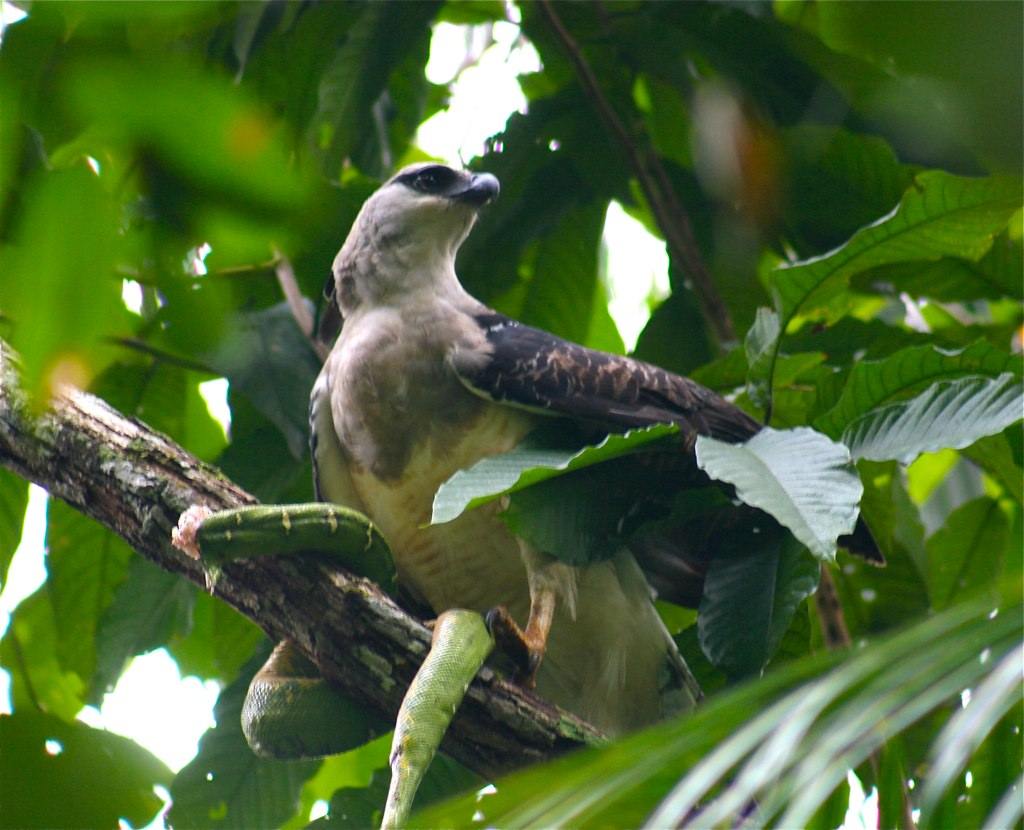
نسر متوج مع فريسته بواء الشجر الزمردية